# ハワイ・オペラ・シアター
ハワイ・オペラ・シアター（英語: Hawaii Opera Theatre、略称：HOT）は、1960 年に設立されたアメリカ合衆国ハワイ州で唯一の主要なオペラ会社である。この会社は、1各シーズンに3つ以上のオペラを上演している。オペラのシーズンは10月に始まり、翌年の初夏に終わる。主にホノルルのブレイズデル・センターのコンサート・ホールで上演する。
HOTは主要ステージのほとんどをブレイズデル・センターで上演するが、歴史あるハワイ・シアター、倉庫、チャイナタウンのアーティスト・ロフト、その他のファンキーな会場でも作品を上演してきた。2004 年以来、ギルバート・アンド・サリヴァンによるコミック・オペラやミュージカルを夏のプロダクションに追加して、2016年にはハワイのバリトン、クイン・ケルジー（Quinn Kelsey）主演のヴェルディの『リゴレット』のコンサート上演を行って、ケルジーは高く評価されているHOTボランティア・コーラスのメンバーとしてキャリアをスタートさせ、世界中のステージで輝きを放っている。
この組織が上演した最初のオペラは、1961 年にホノルルのマッキンリー高校（McKinley High School）の講堂で上演したプッチーニの『蝶々夫人』であった。その後20年間は、ホノルル交響楽団の一部であったが、1980年に独立した非課税法人になった。最初の独立したシーズンは1981年で、3つのプロダクション『ラ・ボエーム』、『ランメルモールのルチア』、『カルメン』で構成されていた。字幕は1987年に導入され、1989年は開場前に利用可能なすべての座席が販売された最初の年であった。1993年までに、HOT メンバーは 2,000 人を超えた。同社は、暫定ゼネラル・ディレクターのカレン・ティラー（Karen Tiller）が率いた。
2019年からは、テノール歌手で、サンフランシスコ・オペラで長年管理者としても活躍してきたアンドルー・モーガン（Andrew Morgan）がゼネラル・ディレクターを務めている。

## 参照項目
- ホノルルの文化